# Cergy-Pontoise (Comunidad de aglomeración)
Cergy-Pontoise es una mancomunidad de Francia situada a 25 km de París —sobre el eje del Río Oise—, perteneciente al departamento del Valle del Oise, en la región de Isla de Francia. Limita al noroeste con el parque natural Regional del Vexin francés. Debe su nombre a la extinta ville nouvelle Cergy-Pontoise.

## Administración
En 2019, la Mancomunidad (comunidad de aglomeración) de Cergy-Pontoise está integrada por 13 municipios (comunas francesas).
| Nombre              | Código Insee | Gentilicio en francés | Superficie km² | Población en 2016 | Densidad hab/km² |
| ------------------- | ------------ | --------------------- | -------------- | ----------------- | ---------------- |
| Cergy (sede)        | 95127        | Cergyssois            | 11,65          | 63 820            | 5 478            |
| Boisemont           | 95074        | Boisemontais          | 2,77           | 752               | 271              |
| Courdimanche        | 95183        | Courdimanchois        | 5,57           | 6 712             | 1 205            |
| Éragny              | 95218        | Éragniens             | 4,72           | 16 980            | 3 597            |
| Jouy-le-Moutier     | 95323        | Jocassiens            | 6,89           | 16 044            | 2 329            |
| Maurecourt          | 78382        | Maurecourtois         | 3,65           | 4 390             | 1 203            |
| Menucourt           | 95388        | Menucourtois          | 3,68           | 5 607             | 1 524            |
| Neuville-sur-Oise   | 95450        | Neuvillois            | 4,25           | 2 051             | 483              |
| Osny                | 95476        | Onyssois              | 12,52          | 16 869            | 1 347            |
| Pontoise            | 95500        | Pontoisiens           | 7,15           | 30 690            | 4 292            |
| Puiseux-Pontoise    | 95510        | Puiséens              | 5,64           | 544               | 96               |
| Saint-Ouen-l'Aumône | 95572        | Saint-Ouennais        | 12,21          | 24 087            | 1 973            |
| Vauréal             | 95637        | Vauréaliens           | 3,46           | 16 258            | 4 699            |

## Población
Desde el establecimiento de la nueva aglomeración, la población se ha cuadriplicado en cuarenta años.
|                                 | 1968(*) | 1975(*) | 1982    | 1990    | 1999    | 2006    | 2011    | 2016    |
| ------------------------------- | ------- | ------- | ------- | ------- | ------- | ------- | ------- | ------- |
| Población                       | 44 292  | 72 798  | 106 161 | 163 125 | 182 839 | 191 445 | 197 187 | 204 804 |
| Densidad de población (hab/km²) | 526,3   | 865     | 1 261,4 | 1 938,3 | 2 172,5 | 2 274,8 | 2 343,0 | 2 433,5 |

*Para los DOM (Departamentos Franceses de Ultramar).
Fuente: INSEE (Institut national de la statistique et des études économiques)

## Historia

### Antecedentes
Al término de la II Guerra Mundial, Francia debe emprender la reconstrucción. Las pérdidas han sido cuantiosas, 400 000 viviendas destruidas y 1 500 000 deterioradas. Ello implica un esfuerzo colosal para solucionar el déficit habitacional. Además, el éxodo rural subsiguiente a la guerra agravará la coyuntura al producirse un aumento de la población urbana. Solo en la aglomeración de París, la población crece un millón de habitantes entre 1939 y 1950. Ese fenómeno se reproduce en otras zonas de Francia.
En 1959 se crea la ZUP,  Zonas de Urbanización Prioritaria, un procedimiento administrativo con el que se pretende resolver el déficit habitacional en Francia, creando nuevos barrios y  grandes conjuntos habitacionales [Grands ensembles].
En 1960 se promueve un plan urbanístico que se limita en principio a la Conurbación central. Como resultado de ello, se empieza a producir una expansión desordenada de la periferia. Los promotores acaban privilegiando el beneficio y las construcciones se hacen sin tener en cuentas las necesidades reales de la sociedad; es habitual la falta de equipamientos y de infraestructura de transportes. En 1961 De Gaulle pide a Paul Delouvrier, a quien nombra delegado especial, que ponga orden al crecimiento de la Región de París (la región Isla de Francia se creó en 1976) —«Que pongan orden en este burdel», la frase fue atribuida al presidente francés, aunque nadie haya podido probarlo—. Era el producto de una política definida y decidida directamente al nivel administrativo más alto. «entre 1961 y 1964, el gobierno francés se dotó de todas las herramientas técnicas, jurídicas e institucionales necesarias para llevar a cabo una política de ordenación».
En 1964 se reordena la Región de París, que pasa a tener 8 departamentos en lugar de los tres anteriores. La capital es uno de ellos. Alrededor se crea una pequeña corona de 3 departamentos y rodeando a esta otra de mayor extensión con 4 departamentos. Las ZUP no están resultando eficaces, puesto que solamente 2800 hectáreas estaban equipadas en 120 ZUP en vía de urbanización con 33 200 viviendas terminadas y 57 400 en construcción. En la segunda mitad de los 60 se generalizarían las críticas: grandes conjuntos creados de improviso sin consulta previa a los municipios, programas rígidos, calidad de las edificaciones insuficiente, etc.

### Germen de las nuevas ciudades
En 1965, debido al baby-boom y los repatriados de Argelia, las previsiones de crecimiento de las grandes ciudades son muy altas. Se prepara el V plan. La Administración quiere evitar que las ciudades sigan creciendo en forma de mancha de aceite. En consecuencia se plantea una nueva política habitacional con la creación de un Plan director, SDAURP (Plan de Ordenación y Urbanismo de la Región de París), que opta por la extensión, o incluso por ciudades satélite, en lugar de renovación urbana. Los primeros resultados se resumen en unas líneas maestras que deberán ser la base de cualquier plan. Se crea entonces el concepto de la nueva ciudad ("ville nouvelle"), que debe ser regida por un ente administrativo estatal independiente de los municipios. La idea es crear núcleos urbanos que no sean dependientes de las grandes ciudades. Para ello, se necesita que sean autosuficientes en materia de empleos y servicios y que además cuenten con una adecuada infraestructura de transportes. Se trata de hacer núcleos con dimensiones humanas y crear otro concepto de centralidad alternativo a las grandes urbes y su periferia.
En 1966, el Comisariado General del Plan  defiende una solución novedosa, la nueva ciudad.

Las nuevas ciudades se localizarán siguiendo varios corredores: un eje principal, constituido por el Valle del Sena, aguas abajo de París, y tres ejes secundarios, Valles del Oise, Marne y Sena, aguas arriba. Relacionando estos ejes, resulta un esquema más real formado por dos tangentes a la aglomeración, uno de dirección O-E al norte de ella, que iría de Pontoise a Meaux y Noise-le-Grand, y otro, al sur, de Melun a Evry (Gavira, Martínez, 1975).

En 1967 se aprueba una nueva la ley del suelo, que dota a la Administración de nuevos instrumentos de ordenación y planeamiento, como es el SDAU y POS (Plan de Ocupación del Suelo) y  sustituye el procedimiento de las ZUP por el de las ZAC (Zona de Ordenación Concertada). Asimismo, se consolida el Ministerio del Equipamiento y de la Vivienda y se crea el Ministerio de la Ordenación del Territorio.
En relación con los planes de creación de la nueva ciudad de Cergy-Pontoise, uno de los principales problemas a que se enfrenta el SDAU es la resistencia de los agricultores, que no están de acuerdo con las expropiaciones. Solo en 1969 se conseguirá alcanzar un acuerdo, gracias a la presión de los sindicatos. La misión del SDAU es hacer un trabajo de campo en las localizaciones escogidas para las nuevas ciudades y de ese modo definir los proyectos. Una de las ideas centrales es integrar las nuevas construcciones en los espacios verdes ya existentes y proyectar otros en función de las necesidades de los futuros habitantes. Los promotores del proyecto consideran prioritario que la población disponga de abundantes espacios verdes donde disfrutar de su tiempo libre.

### Nacimiento y desarrollo de Cergy-Pontoise
El 16 de abril de 1969, por el Decreto 69-358, se crea la EPA de la nueva ciudad de Cergy-Pontoise, un organismo público de ordenación.
En 1970, se aprueba la Ley Boscher sobre aglomeraciones nuevas. Las EPANV [Establecimientos públicos de administración de las nuevas ciudades] comandarán la creación de las nuevas ciudades. La EPA tiene autonomía para comprar y revender el suelo a las constructoras para que desarrollen los proyectos fijados por el organismo. El centro de Cergy-Pontoise comienza a fijar sus contornos con la inauguración de la Prefectura, un edificio en forma de pirámide invertida creado por Henry Bernard y el nacimiento de un barrio nuevo en las proximidades, a muy poca distancia del parque natural de Vexin.
En 1971 llegan los primeros habitantes al barrio de Plants y se instala la primera empresa, Sagem. Se crea el Syndicat communautaire d'aménagement (SCA).
En 1973 se inaugura el centro comercial de las Trois-Fontaines. Se pretende que sea el eje de la vida comunal de la nueva ciudad. Asimismo, la Essec (Escuela Superior de Ciencias Económicas) abre sus instalaciones de 61 000 m² en Cergy.
En 1976, se produce una reforma del plan urbanístico, el cual ha de adaptarse a la nueva coyuntura económica provocada por la crisis del petróleo, caracterizada por los recortes en la financiación de las infraestructuras.
En 1977, los primeros vecinos llegan a los nuevos barrios de Eragny-sur-Oise, la Challe, la Butte y les Dix-Arpents. Se inaugura la autopista A 15.
En 1979. la línea SNFC que conecta París Saint-Lazare y Cergy-Prefectura entra en servicio.
En 1980, el israelí Dani Karavan proyecta el Axe-Major, el símbolo de la ciudad, una obra monumental que se extiende desde el barrio de Ax Majeur (entonces llamado Saint-Christophe) hasta el límite con Neuville-sur-Oise. Iniciado a comienzos de los 80, su ejecución se prolonga hasta mediados de los 2000. El eje se compone de 12 estaciones y su longitud es de 3,2 km. Sus 12 estaciones incluyen una torre inclinada, un conjunto de 12 columnas, una pasarela, una isla y un rayo láser que recorre toda la obra.  
En 1983 se inaugura el barrio de Paradis, en Cergy. Se promulga la Ley Rocard de 13 de julio de 1983, que modifica el estatuto de las nuevas ciudades. Un año más tarde, las SAN, un ente mancomunal que participa en la gestión de las nuevas ciudades, sustituye a los SCA. Por la ley Rocard, las Mancomunidades sustituirán a los SAN paulatinamente, una vez que adquieran su desarrollo pleno.
En 1985, La estación RER y el reloj más grande de Europa se inauguran en el corazón de la ciudad, en el distrito de Saint-Christophe en construcción.
En 1986 se inaugura el conjunto residencial Belvedere, proyectado por el arquitecto español Ricardo Bofill. La construcción, de estilo neoclásico, constituye una referencia arquitectónica de la nueva ciudad.

El edificio principal, en forma de columnata, surge en el punto de intersección del eje principal del nuevo barrio con el trazado de parques y jardines que desciende hasta el río. En medio se levanta un obelisco, obra del escultor Dani Karavan, marcando, por la noche, el eje de los jardines mediante la proyección de un rayo láser. El carácter monumental de la plaza, completa antítesis de lo que hasta entonces habían sido las viviendas sociales, la ha convertido en el lugar de encuentro de los habitantes, lugar donde se celebran todas las actividades lúdicas y representativas de la nueva ciudad.

En 1987, Chirac inaugura Mirapolis, un parque de atracciones que solo durará 4 años y que cerrará por problemas financieros.

### Final de la Nueva Ciudad y creación de la Mancomunidad
En 2002, se desmantela el EPA y Cergy-Pontoise abandona el estatuto de nueva ciudad para convertirse en una Mancomunidad. La intención del Estado era que esto hubiese ocurrido en 1997, el retraso se debió a las discrepancias entre la autoridad estatal y los organismos municipales.
En 2004, el SAN se transforma en Mancomunidad (communauté d'agglomération).
1 de enero de 2005, el municipio de Boisemont se integra en la Mancomunidad.
1 de julio de 2012, Maurecourt, municipio del distrito de Yvelines, se convierte en el 13.er miembro de la Mancomunidad.
En 2013, se aprueba un nuevo plan de ordenación del centro para la construcción de 3000 viviendas. La previsión es que la población se duplique y llegue a 10 000 habitantes. Asimismo, se destinan 45 000 m² para oficinas, con lo que se espera se consiga pasar de 10 000 a 13 000 empleos. El Edificio de 3M será demolido y se construirán viviendas. La empresa buscará otro emplazamiento en la Mancomunidad. La nueva ciudad se ha desarrollado en gran medida conforme a las expectativas de los funcionarios que la planearon,  dispone de servicios públicos, teatro, centro comercial, universidades, colegios, un centro de ocio y hasta puerto deportivo. Sin embargo, Cergy-Pontoise no ha logrado crear una identidad. Nadie dice que vive en Cergy-Pontoise, sino en Vauréal, Pontoise, Mancourt o Cergy. Por otro lado, hay un problema con el transporte, los trenes van siempre abarrotados; en las empresas de la Mancomunidad trabaja mucha gente de París y su periferia, pero también hay muchas personas que residen en Cergy-Pontoise y tienen sus empleos en la capital. Además,  la demanda de nuevas viviendas es alta; la segunda generación ha crecido y no quiere salir. No hay mucho espacio, la respuesta más inmediata es un nuevo proyecto en Cergy-le-Haut. 
A finales de enero de 2015, la Mancomunidad vende los aparcamientos de Trois-Fontaines al grupo Hammerson, quien ya había adquirido el centro comercial en 1997. El centro de Cergy-Pontoise se había vuelto obsoleto con su bulevar que corta la ciudad en dos. Los planes para renovar el centro se paralizaron en 2008 debido a la crisis económica. Tras la aprobación del nuevo plan en 2013, un proyecto de François Leclercq,  parece que finalmente el propietario va a poder reformar el viejo centro comercial, una de las operaciones principales de la renovación del centro. El Plan Urbanístico también contempla la reforma de la estación de Cergy-Prefecture, la construcción de viviendas en los terrenos de la empresa 3M —que buscará un nuevo emplazamiento en la Mancomunidad— y se espera que se apruebe la creación de un gran centro que sustituya a la Prefectura, que ya tiene 40 años.

## Clima
| Parámetros climáticos promedio de Estación de Pontoise (1981–2010) | Parámetros climáticos promedio de Estación de Pontoise (1981–2010) | Parámetros climáticos promedio de Estación de Pontoise (1981–2010) | Parámetros climáticos promedio de Estación de Pontoise (1981–2010) | Parámetros climáticos promedio de Estación de Pontoise (1981–2010) | Parámetros climáticos promedio de Estación de Pontoise (1981–2010) | Parámetros climáticos promedio de Estación de Pontoise (1981–2010) | Parámetros climáticos promedio de Estación de Pontoise (1981–2010) | Parámetros climáticos promedio de Estación de Pontoise (1981–2010) | Parámetros climáticos promedio de Estación de Pontoise (1981–2010) | Parámetros climáticos promedio de Estación de Pontoise (1981–2010) | Parámetros climáticos promedio de Estación de Pontoise (1981–2010) | Parámetros climáticos promedio de Estación de Pontoise (1981–2010) | Parámetros climáticos promedio de Estación de Pontoise (1981–2010) |
| Mes                                                                | Ene.                                                               | Feb.                                                               | Mar.                                                               | Abr.                                                               | May.                                                               | Jun.                                                               | Jul.                                                               | Ago.                                                               | Sep.                                                               | Oct.                                                               | Nov.                                                               | Dic.                                                               | Anual                                                              |
| ------------------------------------------------------------------ | ------------------------------------------------------------------ | ------------------------------------------------------------------ | ------------------------------------------------------------------ | ------------------------------------------------------------------ | ------------------------------------------------------------------ | ------------------------------------------------------------------ | ------------------------------------------------------------------ | ------------------------------------------------------------------ | ------------------------------------------------------------------ | ------------------------------------------------------------------ | ------------------------------------------------------------------ | ------------------------------------------------------------------ | ------------------------------------------------------------------ |
| Temp. máx. abs. (°C)                                               | 15.5                                                               | 20                                                                 | 23.2                                                               | 29.3                                                               | 32.5                                                               | 37.1                                                               | 41.6                                                               | 39.2                                                               | 33.9                                                               | 28.8                                                               | 21.7                                                               | 17.4                                                               | 41.6                                                               |
| Temp. máx. media (°C)                                              | 6.6                                                                | 7.7                                                                | 11.4                                                               | 14.6                                                               | 18.5                                                               | 21.6                                                               | 24.3                                                               | 24.2                                                               | 20.5                                                               | 15.8                                                               | 10.2                                                               | 6.8                                                                | 15.2                                                               |
| Temp. media (°C)                                                   | 3.9                                                                | 4.4                                                                | 7.3                                                                | 9.6                                                                | 13.4                                                               | 16.2                                                               | 18.5                                                               | 18.4                                                               | 15.3                                                               | 11.7                                                               | 7.1                                                                | 4.3                                                                | 10.8                                                               |
| Temp. mín. media (°C)                                              | 1.2                                                                | 1.1                                                                | 3.2                                                                | 4.7                                                                | 8.3                                                                | 10.8                                                               | 12.8                                                               | 12.7                                                               | 10.1                                                               | 7.6                                                                | 4                                                                  | 1.8                                                                | 6.5                                                                |
| Temp. mín. abs. (°C)                                               | -17.8                                                              | -15.4                                                              | -11.1                                                              | -4.6                                                               | -1.6                                                               | 1                                                                  | 4                                                                  | 3.1                                                                | 0.6                                                                | -5.2                                                               | -10.2                                                              | -16                                                                | -17.8                                                              |
| Precipitación total (mm)                                           | 55.8                                                               | 43.6                                                               | 51.0                                                               | 47.2                                                               | 60.6                                                               | 49.4                                                               | 54.5                                                               | 48.3                                                               | 50.2                                                               | 62.4                                                               | 52.6                                                               | 62.7                                                               | 638.3                                                              |
| Fuente: Meteo France                                               |                                                                    |                                                                    |                                                                    |                                                                    |                                                                    |                                                                    |                                                                    |                                                                    |                                                                    |                                                                    |                                                                    |                                                                    |                                                                    |

## Transporte público

### Red de carreteras
La autopista  A15  comunica Cergy-Pontoise con París. La Franciliana permite llegar rápidamente al aeropuerto de Roissy-Charles-de-Gaulle y  la  A16  lleva a Amiens, Calais y Londres.

### Red ferroviaria
Cergy-Pontoise está conectada con el resto de la zona urbana por dos líneas RER (  y ) y por las redes Saint-Lazare (   ) y Paris-Nord  .
La   y la Línea   de la Red Saint-Lazare tienen correspondencia en las siguientes estaciones en la Mancomunidad de Cergy-Pontoise:
- Universidad de Neuville
- Cergy-Préfecture
- Cergy-Saint-Christophe
- Cergy-le-Haut

En caso de interrupción de la interconexión en Nanterre-Préfecture, los trenes RER A terminan en Sartrouville. La línea L comunica Cergy-Pontoise con París Saint-Lazare.
La Línea   de la red de Saint-Lazare para en las siguientes estaciones de Cergy-Pontoise:
- Pontoise
- Saint-Ouen-l'Aumône-Quartier de l'Église
- Éragny-Neuville
- Osny

El   y la línea   tienen correspondencia en las siguientes estaciones:
- Pontoise
- Saint-Ouen-l'Aumône-Liesse
- Saint-Ouen-l'Aumône

Por otra parte, la Línea  , en dirección a Creil, para en las estaciones:
- Épluches
- Pont-Petit

### Red de autobuses
22 líneas de autobuses de la STIVO dan servicio a la Mancomunidad.
Numerosas líneas interurbanas dan servicio a la aglomeración: en particular a Argenteuil 95.19A, Magny-en-Vexin 95.41 95.04, Seraincourt 95.22, Banthelu 95.23, Auvers-sur-Oise (95.17), Herblay y Cormeilles-en-Parisis 95.20, Les Mureaux  Véolia Ecquevilly  80, Saint-Germain-en-Laye, Mantes-la-Ville  Véolia Ecquevilly 11, Verneuil-sur-Seine, Saint-Quentin-en-Yvelines, también hacia Gisors  Vexinbus 27.01 .
La línea 95.18 permite llegar al aeropuerto de Roissy-Charles de Gaulle en una hora.
La aglomeración también cuenta con las líneas nocturnas    y   de Noctilien que van hasta la estación Saint-Lazare.

### Recorridos de bicicleta y VelO2
Desde el 21 de marzo de 2009, la aglomeración cuenta con un sistema de bicicletas de autoservicio, VélO2, que ofrece 360 bicicletas distribuidas en 41 estaciones. VélO2 es una versión del sistema Cyclocity de JCDecaux, que lo gestiona.

### Aeropuertos y vías navegables
Cergy-Pontoise cuenta con un aeropuerto de aviación comercial y de negocios que atiende rutas internacionales (aeropuerto de Pontoise - Cormeilles-en-Vexin), así como un puerto multimodal en Saint-Ouen-l'Aumône.

## Economía
El número de empresas instaladas en Cergy-Pontoise es de 11 000, algunas de las cuales son grandes corporaciones, como 3M, Spie, Thalès, Renault, ABB, Luis Vuitton y Clarins. Además, numerosas pymes y empresas emergentes interactúan en la región, fomentando la innovación y la creación de empleo. Con sus 15 parques industriales, Cergy-Pontoise es una de las zonas de mayor concentración de pymes de Europa.
La intensa actividad económica de la Mancomunidad genera 90 000 empleos. La población activa es de 101 677 personas, de las cuales 88 737 tienen un empleo a tiempo completo.  La tasa de paro es del 12,9 % (12,5 %, masculino; 13,2 %, femenino), lo que equivale a 13 059 desempleados. El desempleo juvenil (15-24 años) afecta al 27,6 % de los hombres y el 23,8 % de las mujeres.
Entre los residentes, 18 926 trabajan en su propia comuna y 70 384, fuera de ella.
|                                       | Número | %    |
| ------------------------------------- | ------ | ---- |
| Total                                 | 90 883 | 100  |
| Productores agrícolas                 | 70     | 0,1  |
| Artesanos, comerciantes y empresarios | 3 422  | 3,8  |
| Ejecutivos y profesionales liberales  | 21 501 | 23,7 |
| Mandos intermedios                    | 27 087 | 29,8 |
| Empleados                             | 24 662 | 27,1 |
| Obreros                               | 14 139 | 15,6 |

## Educación

### Enseñanza secundaria
Hay 11 instituciones de enseñanza secundaria en Cergy-Pontoise, entre las cuales cabe destacar las que preparan para el ingreso en las grandes escuelas: el Liceo Pissarro (Ciencias), el Liceo Kastler (Administración) y el Liceo Jean-Perrin (Ingeniería).

### Enseñanza Superior
Las 14 universidades de Cergy-Pontoise reúnen a 30 000 estudiantes e imparten 200 cursos. El campus de Cergy  se halla en el centro de la ciudad y es uno de los más importantes de la región Isla de Francia. Entre las instituciones ubicadas en él cabe destacar la Universidad CY Cergy Paris, la ESSEC (Escuela Superior de Ciencias Económicas y Comerciales), la ENSEA (Escuela Nacional de Electrónica y Aplicaciones) y la CY Tech. En 2019, el campus universitario se encuentra acometiendo un plan de expansión con el que se pretende su internacionalización y llegar a los 10 000 estudiantes en 2030.

## Hermanamientos
Cergy-Pontoise está hermanada con
- Columbia, Maryland, Estados Unidos
- Tres Cantos, España
- Erkrath, Alemania
- West Lancashire, Inglaterra (Que incluye la ciudad planeada de Skelmersdale.)